# رد هارلی
رد هارلی (به انگلیسی: Red Hurley) (زاده ۱۱ نوامبر ۱۹۴۷) خواننده ایرلندی است.
او نماینده ایرلند در یوروویژن ۱۹۷۶ بود.